# Leptodampus lamprus
Leptodampus lamprus är en mångfotingart som beskrevs av Chamberlin R. 1938. Leptodampus lamprus ingår i släktet Leptodampus och familjen storjordkrypare. Inga underarter finns listade i Catalogue of Life.